# ابدال خان چهارلنگ بختیاری
ابدال خان چهارلنگ بختیاری، جزوی از شاخهٔ چهارلنگ بختیاری و باب محمود صالح بود. وی فرزند حاجی بابا خان چهارلنگ و داماد علی مردان خان مختار الدوله نیز بود.

## شرح حال ابدال خان از تولد تا اولین جنگ با آقا محمد خان قاجار
ابدال خان فرزند حاجی بابا خان در حدود اواخر صفویه و اوایل افشاریه به دنیا آمد. در زمان پادشاهی عادلشاه، همراه بختیاری های تبعید شده به خراسان، به رهبری عمویش علی مردان خان پس از شکست نیروهای عادلشاه در طبس که برای بازگرداندن تبعیدی ها فرستاده شده بودند به بختیاری بازگشت.
پس از بازگشت به بختیاری در جریان مبارزه با سلسه افشاریه همراه علیمردان خان بود که این مبارزات منجر به شکست سپاه پنجاه هزار نفری افشاری در صحرای کهیز یا قهیز و فتح شهر اصفهان در سال۱۱۶۳ هجری قمری شد.
ابدال خان پس از درگیری علیمردان خان و کریم خان بر سر قدرت از سال ۱۱۶۵ هجری قمری تا سال ۱۱۶۷ هجری قمری پشتیبان علیمردان خان در این درگیری ها بود،در سال ۱۱۶۷ هجری قمری شهر اصفهان توسط یکی دیگر از رقیبای سلطنت ایران یعنی آزادخان افغان تصرف شد،آزاد خان بعد از تصرف اصفهان مامورانی را برای وصول مالیات به اطراف و اکناف اصفهان فرستاد. یکی از این فرستادگان، سید احمد خان مامور وصل مالیات منطقه فریدن بزرگ بود.که پس از ورود به فریدن مردم آن ناحیه به رهبری ابدال خان بر ضد او شوریدنند و سید احمد خان را از فریدن فراری دادنند.آزاد خان پس از این اتفاقات تصمیم به تنبیه مردم فریدن بزرگ گرفت اما به علت تهدیدات محمدحسن‌خان قاجار(پدر آقامحمد خان قاجار) از این اقدام چشم پوشی کرده و عازم جنگ با محمد حسن خان شد.

## نبرد اول بختیاری ها با آقامحمد خان قاجار
پس از آنکه آقا محمدخان قاجار توانست سپاه جعفرخان زند را در اصفهان شکست دهد، تصمیم گرفت که مناطق کوهستانی زاگرس را نیز وادار به اطاعت کند، لذا به آن منطقه لشکرکشی کرد و دستور داد تا سربازانش در نهایت قساوت و بیرحمی با آنان رفتار کنند. همین برخوردهای خشونت‌آمیز سبب گردید که بختیاریها علیه سپاه آقا محمد خان به پا خاستند و سرانجام طی نبردی در بین گلپایگان و اراک سپاهیان او را شکست دادند.

## نبرد دوم بختیاری ها با آقا محمد خان قاجار
نبرد دوم بین بختیاری ها و قاجار ها در منطقه عسگران اتفاق افتاد.  در روز اول نبرد بختیاریها با یک حمله همه جانبه موفق به عقب راندن نیرو های قاجار شدند، ولی در روز دوم نبرد ارتش قاجار که از قدرت نظامی بیشتر ادوات و تعداد بیشتر برخوردار بودند بر بختیاری ها چیره شدند و بختیاری ها روی از جنگ تافتند و به کوه های اطراف منطقه عقب نشینی کردند.  سایرین نیز از جنگ دلسرد شده و در خود توانایی مقابله ندیده و هزیمت نمودند، اما ابدال خان تا آخرین نفس جنگید در حین نبرد زخمی و دستگیر شد. پس از آنکه او را به نزد آقا محمد خان قاجار بردند، آقا محمد خان به او فحاشی کرد و با طعنه به ابدال خان گفت که اینگونه می‌خواستی تاج و تخت را تصاحب کنی!سرانجام آقا محمد خان دستور داد تا او را به قتل برسانند.